# Léo Jardim
Léonardo César Jardim (ur. 20 marca 1995 w Ribeirão Preto) – brazylijski piłkarz występujący na pozycji bramkarza. Wychowanek Olé Brasil, w trakcie swojej kariery grał także w takich zespołach, jak Grêmio, Rio Ave, Boavista oraz Lille. Młodzieżowy reprezentant Brazylii. Posiada również obywatelstwo włoskie.